# قرية الجامع
بلدية قرية الجامع أو (نقحرة: كارتاخيما) (بالإسبانية: Cartajima) هي بلدية تقع في مقاطعة مالقة التابعة لمنطقة أندلوسيا جنوب إسبانيا.

## الديموغرافيا
بلغ عدد سكان بلدية قرية الجامع 277 نسمة عام 2011 (وفقاً للمعهد الوطني الإسباني للإحصاء).
| 257 | 219 | 203 | 243 | 255 | 246 | 277 |